# سباق طواف فرنسا 1950
سباق طواف فرنسا 1950 من سلسلة سباقات سباق طواف فرنسا. أقيم هذا السباق في تاريخ 13 يوليو - 7 أغسطس 1950 على 22 مراحل. بعد مرور 145 ساعة و36 دقيقة و56 ثانية وبعد طي 4775 كم بمتوسط 32.788 كم في الساعة فاز بالميدالية الذهبية فريدي كوبلر من سويسرا، فيما حصد ستان أوكيرز من بلجيكا الميدالية الفضية، وكانت الميدالية البرونزية من نصيب لوسيان بوبيت من فرنسا.

## الميداليات
| ذهب                  | فضة                  | برونز                |
| فريدي كوبلر - سويسرا | ستان أوكيرز - بلجيكا | لوسيان بوبيت - فرنسا |